# Vertagopus westerlundi
Vertagopus westerlundi is een springstaartensoort uit de familie van de Isotomidae. De wetenschappelijke naam van de soort is voor het eerst geldig gepubliceerd in 1898 door Reuter.